# Ново-Александровск (Сахалинская область)
Ново-Александровск (ранее — Новоалександровское, в 1884—1905 Поповские Юрты, до 1945 — Канума) — микрорайон Южно-Сахалинска, до 1995 — посёлок в Сахалинской области.
Население — более 15 тыс. чел. (2019)

## География
Площадь района — 5 км2 . Площадь жилого фонда — 189 тыс. м2 (2019). Стоит на реках Красносельская и Сусуя.

## История
Населенный пункт Новоалександровское в 1869 году основали партии свободных крестьян, завезенных параллельно с организацией каторги на Сахалине. В дальнейшем Новоалександровское было заброшено из-за тяжелых условий жизни, а жители вернулись на материк.
Поселение Поповские Юрты основано в 1884 году, Название сохранялось вплоть до 1905 года.
После Русско-японской войны южная часть Сахалина вошла в состав Японии, организована префектура Карафуто, и Поповские Юрты переименовали в Канума. Здесь расположилось училище для подготовки кадров колонизации, а также сельскохозяйственная станция.
В 1914 году станцию Канума и поселок Кавами (Синегорск), где была расположена единственная угольная шахта, соединила железнодорожная ветка. По ней уголь перевозили в Тоёхару (Южно-Сахалинск) и Отомари (Корсаков). В 1925 году принц-регент Хирохито почтил своим присутствием станцию как важный сельскохозяйственный объект.
В 1945 году Сахалин вошел в состав СССР, и Канума переименована в Ново-Александровск.

## Население

Жилые дома в посёлке Ново-Александровск (2024)

На 2019 год в Ново-Александровске население составляло более 15 тыс. чел.

## Инфраструктура
На территории Ново-Александровска находится 3 школы, 2 детских сада и 2 ВУЗа. Железнодорожная станция Новоалександровка.

## Религия
На территории Ново-Александровска находится Храм Смоленской иконы Божией Матери.